# Giuseppe Pagano (Architekt)

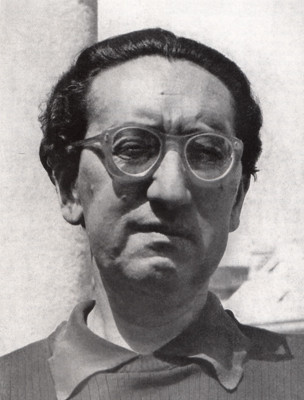

Giuseppe Pagano Pogatschnig (* 20. August 1896 als Giuseppe oder Joseph Pogatschnig in Poreč, Österreich-Ungarn, heute Kroatien; † 22. April 1945 in Mauthausen) war ein italienischer Architekt und Publizist kroatischer Herkunft.

## Leben
Pogatschnig, der das italienischsprachige Lyzeum in Triest besucht hatte, floh 1914 nach Italien und diente während des Ersten Weltkriegs als Freiwilliger mit österreichischem Pass in der italienischen Armee, wobei er als Nachnamen die italienische Übersetzung seines kroatischen Familiennamens Pogatschnig (= der Heide) annahm: Pagano.
1924 beschloss Pagano sein Studium der Architektur am Turiner Polytechnikum. 1927 wurde er zum Leiter der Internationalen Ausstellung in Turin ernannt. 1928 errichtete er in Turin das Bürohaus Gualino. Pagano war Mitbegründer der Gruppo 7, aus der die rationalistische Architekturbewegung Movimento Italiano per l’Architettura Razionale (M.I.A.R.) hervorging. 1930 übernahm er gemeinsam mit Edoardo Persico die Leitung der Architekturzeitschrift Casabella in Mailand, die er bis 1943 innehatte. Zusammen mit Gio Ponti organisierte er 1933 und 1936 die Mailänder Triennale. 1940 bis 1943 war er Chefredakteur der Architekturzeitschrift Domus.

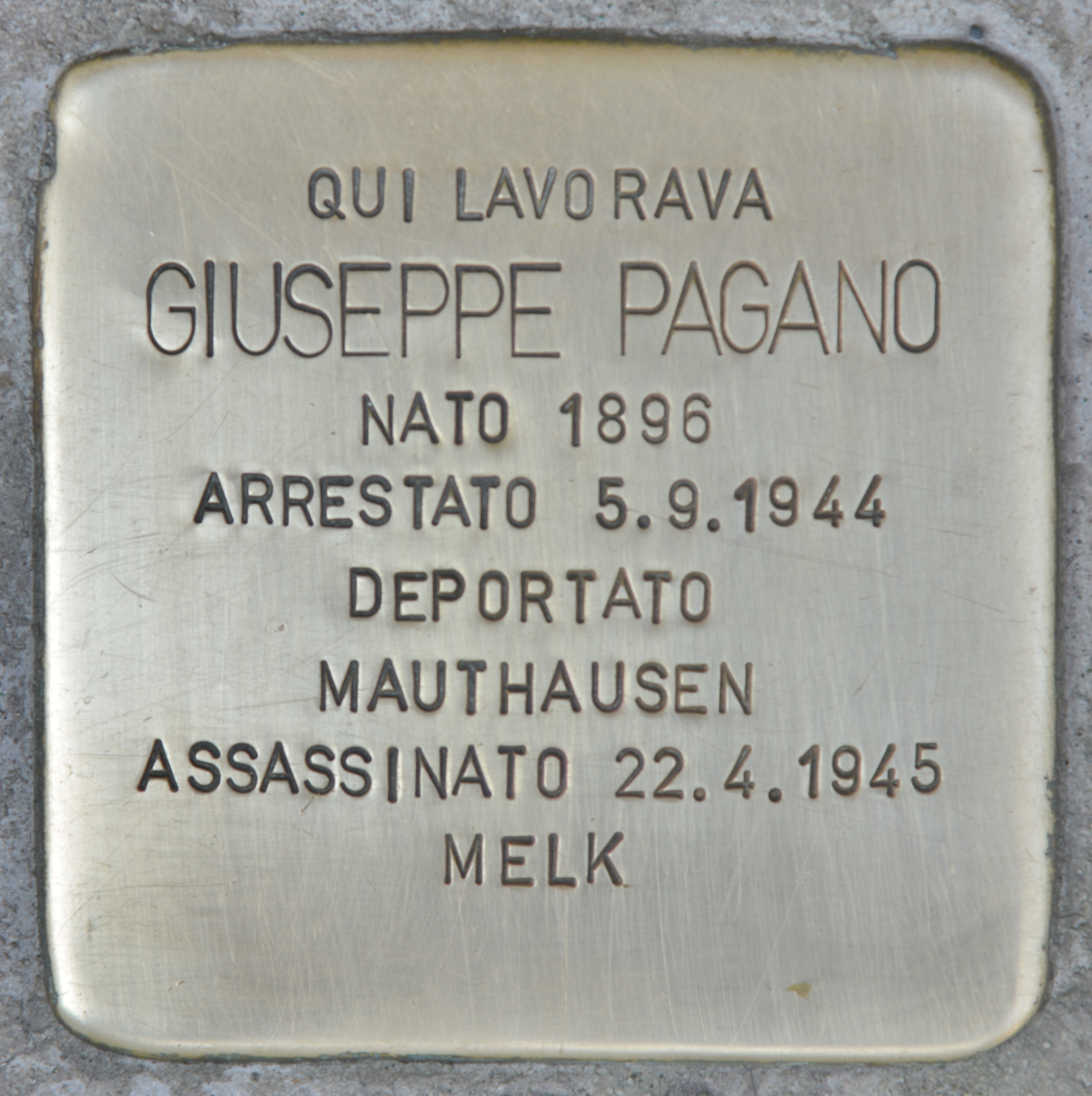
Stolperstein in Mailand

Seit 1927 war Pagano Mitglied der Faschistischen Partei, distanzierte sich aber bereits in den 1930er-Jahren zunehmend von deren Ideologie und trat 1942 wieder aus der Partei aus. 1943 schloss er sich der Resistenza an und wurde im November 1943 verhaftet. Nachdem er aus dem Gefängnis in Brescia entfliehen konnte, wurde er 1944 neuerlich verhaftet und in das Konzentrationslager Mauthausen verbracht, wo er kurz vor Kriegsende umkam.